# Aud Hove
Aud Hove (nascida a 5 de janeiro de 1970) é uma política norueguesa do Partido do Centro.
Ela serviu como vice-representante no Parlamento da Noruega por Oppland durante os mandatos de 2009-2013 e 2017-2021. Ela tornou-se membro do conselho municipal de Skjåk, em 1995, e depois do conselho do condado de Oppland, tornando-se vice-presidente do condado em 2017.